# Patrick Delamontagne
Patrick Delamontagne (La Bouëxière, 18 giugno 1957) è un ex calciatore francese, di ruolo centrocampista.

## Palmarès

### Club

#### Competizioni nazionali
- Campionato francese di seconda divisione: 2

Rennes: 1975-1976 (girone A), 1989-1990 (girone B)

#### Competizioni internazionali
- Coppa delle Alpi: 1

Monaco: 1983